# Edmond Guyot-Dessaigne

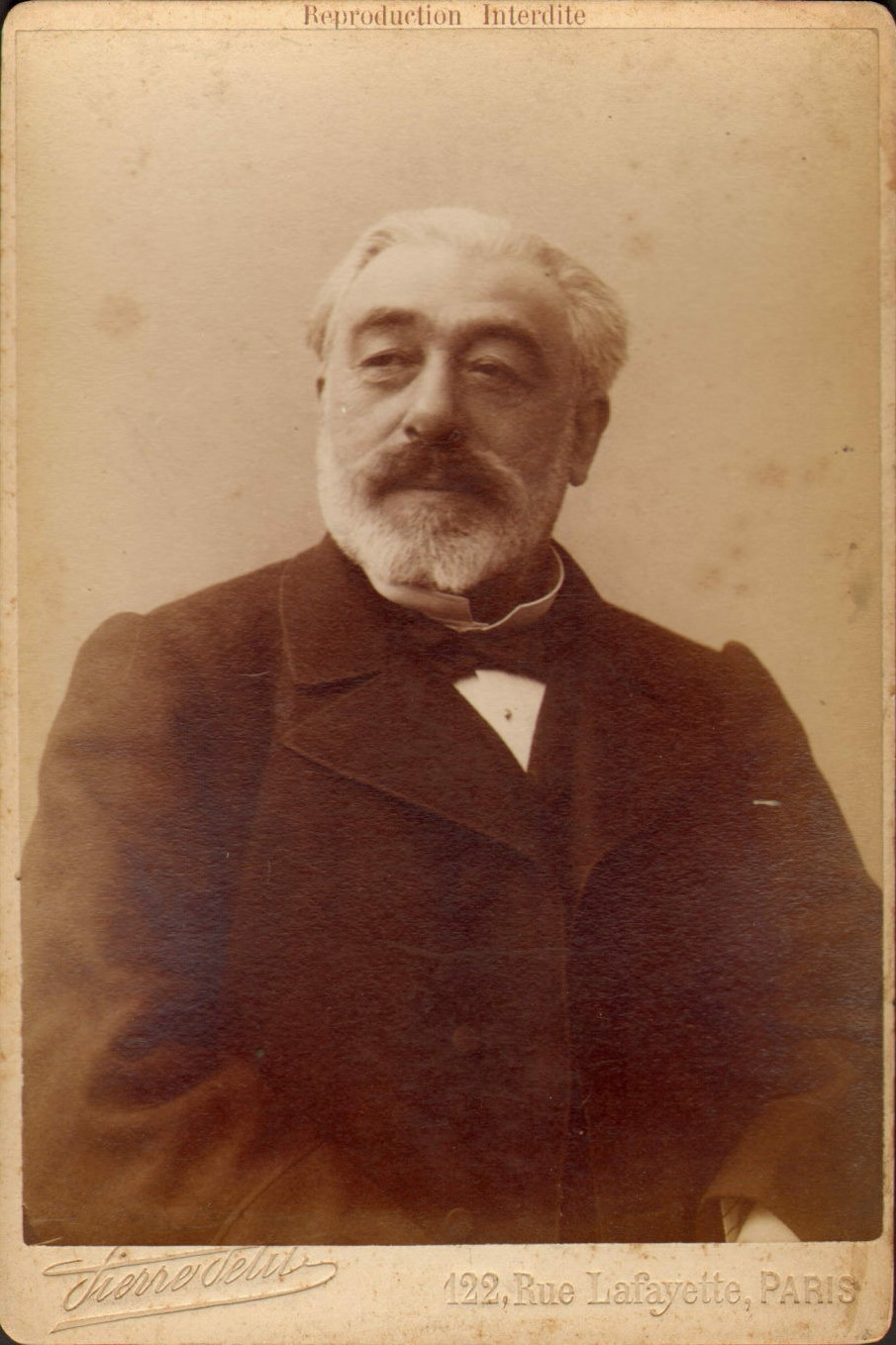
Edmond Guyot-Dessaigne

Jean François Edmond Guyot-Dessaigne (* 25. Dezember 1833 in Brioude, Département Haute-Loire; † 31. Dezember 1907 im 6. Arrondissement („Arrondissement du Luxembourg“), Paris) war ein französischer Politiker der Parti républicain, radical et radical-socialiste (PRRRS), der unter anderem Mitglied der Abgeordnetenkammer sowie 1889 und erneut von 1906 bis zu seinem Tode 1907 Justizminister war.

## Leben
Jean François Edmond Guyot-Dessaigne absolvierte ein Studium der Rechtswissenschaften an der Sorbonne, der Universität von Paris, welches er 1856 abschloss. 1859 erwarb er einen Doktor der Rechte und ließ sich als Rechtsanwalt zunächst in Paris sowie dann in Clermont-Ferrand nieder als Anwalt eintragen und verließ dann die Anwaltskammer, um in die Justiz zu wechseln. Er war Leiter der Staatsanwaltschaft von Issoire und Generalstaatsanwalt am Berufungsgericht von Riom sowie anschließend Richter am Tribunal de Seine ernannt, gab dieses Amt jedoch 1880 auf und zog sich mit dem Titel eines Ehrenrichters (Juge honoraire) nach Cunlhat zurück. Als Nachfolger von Régis Fustier wurde er 1880 erstmals Mitglied des Generalrates des Département Puy-de-Dôme und vertrat in diesem bis zu seinem Tode 1907 den Kanton Cunlhat, woraufhin Antoine Chautard neuer Generalrat wurde. Er war zeitgleich von 1881 bis 1907 Bürgermeister von Antoine Cunlhat. Am 18. Oktober 1885 wurde er für die Parti républicain, radical et radical-socialiste (PRRRS) erstmals zum Mitglied der Abgeordnetenkammer (Chambre des députés) gewählt und vertrat in dieser nach seinen Wiederwahlen am 22. September 1889, 20. August 1893, 8. Mai 1898, 27. April 1902 und 6. Mai 1906 bis zu seinem Tode am 31. Dezember 1907 für die Radikale Linke das Département Puy-de-Dôme, woraufhin Antoine Fabre neuer Abgeordneter wurde.
Als Nachfolger von Joannis Ferrouillat übernahm Guyot-Dessaigne vom 5. bis 14. Februar 1889 kurzzeitig die Ämter als Siegelbewahrer, Justizminister und Minister für Religion (Garde des Sceaux, Ministre de la Justice et des Cultes). Im Kabinett Bourgeois bekleidete er zwischen dem 1. November 1895 und dem 29. April 1896 den Posten des Ministers für öffentliche Arbeiten (Ministre des Travaux publics).
1901 löste Edmond Guyot-Dessaigne Charles Barrière das Amt des Präsidenten des Generalrates des Département Puy-de-Dôme und hatte diese Funktion bis zu seinem Tode 1907 inne, woraufhin Noël Chamerlat dieses Amt übernahm. Zuletzt wurde er am 25. Oktober 1906 noch einmal als Siegelbewahrer und Justizminister in das Kabinett Clemenceau I berufen und bekleidete auch dieses Amt bis zu seinem Tode am 31. Dezember 1907. Seine Nachfolge trat daraufhin am 4. Januar 1908 Aristide Briand an. Nach seinem Tode wurde er auf dem Friedhof Cimetière des Carmes in Clermont-Ferrand beigesetzt.